# Kraví potok (přítok Černé)
Kraví potok je pravostranným přítokem Černé v okrese Karlovy Vary v Karlovarském kraji. Délka toku měří 2,6 km.

## Průběh toku
Potok pramení v Krušných horách při jižní hranici přírodní parku Zlatý kopec přibližně 2 km jižně od česko-saské hranice. Jeho pramen se nachází v horském sedle mezi Tetřeví horou (1007 m) a Tokaništěm (971 m). Zalesněnou krajinou teče potok západním, později jihozápadním směrem. Zprava přibírá dva bezejmenné potoky a přitéká do území, které bylo v minulosti významnou hornickou oblastí.
Zde se v dřívějších dobách těžily rudy stříbra, kobaltu, bizmutu a niklu, později rudy uranu.
V místech kdysi významné, avšak zaniklé hornické obce Háje, se zprava vlévá do Černé na jejím 7 říčním kilometru.